# 探偵協会
探偵協会（たんていきょうかい、英文名:Association of Detective）は、日本初さらに唯一公益認定を目指す探偵の業界団体である。法的に正しく設立された社団法人である。
日本において探偵業者のみ以外によって設立された唯一の業界団体であり、探偵業界を広く代表する。
構成員は弁護士、司法書士、行政書士など。

## 本部事務局の所在地等
〒169-0073
東京都新宿区百人町1丁目23番17号大久保南口共同ビル4階（東京本部事務所）

## 主な事業
当法人は、一般消費者の利益の擁護又は増進を目的とし、
勤労意欲のある者に対しては就労の支援をし、
犯罪の防止、治安の維持活動、さらに障害者及び犯罪による被害者の支援をする。
当法人は上記目的を達成するため、次の事業を行う。
1. 一般消費者からの探偵に関する苦情相談受付対応、並びに一般消費者へ地域や案件に適した優良な探偵の紹介
2. 不動産の売買、賃貸及びその仲介並びに管理
3. 探偵業法に則った、都道府県公安委員会への届け出（又は、許認可）のサポート
4. 探偵事務所への就労支援、人材、業務の紹介
5. 障害者を含む特殊能力者の発掘及び支援、探偵の養成教育、優良な探偵の資格認定、探偵に関する各種情報の提供
6. 実働の探偵調査業務に前後する等して犯罪の防止、治安の維持に繋がる普及啓発活動、情報共有システムの構築
7. 寄付金、基金、事業収益の一部を以って応募募集し犯罪等による被害者の支援調査を会員探偵各社に代理依頼する事業
8. 探偵の資質向上、権利拡大向上につながる各種活動及び審査の上、訴訟に関する無償金銭供与
9. 講演会、セミナー等の企画、運営並びに講師の派遣業務
10. 損害保険の代理業並びに生命保険の募集に関する業務
11. 集金の代行業務並びに各種債権の売買及び仲介
12. 古物営業法に基づく古物商
13. 道路運送法に基づく一般乗用旅客自動車運送事業

1. 前各号に掲げる事業等に附帯又は関連する事業

## 事業活動エリア
| エリア               | 県名及び主要都市                                               |
| -------------------- | -------------------------------------------------------------- |
| 北海道地方           | 北海道・札幌・旭川・帯広・函館                                 |
| 東北地方             | 宮城・秋田・青森・山形・岩手・福島                             |
| 関東地方             | 千葉・神奈川・埼玉・茨城・栃木・群馬                           |
| 東京都全域           | 新宿・渋谷・品川・池袋・銀座・日本橋・上野・町田・立川・八王子 |
| 関西・近畿地方       | 大阪・兵庫・京都・滋賀・奈良・和歌山                           |
| 中部・東海・北陸地方 | 愛知・静岡・岐阜・三重・山梨・長野・新潟・富山・石川・福井     |
| 中国・四国地方       | 岡山・広島・山口・島根・鳥取・香川・徳島・愛媛・高知           |
| 九州・沖縄地方       | 福岡・熊本・鹿児島・長崎・大分・宮崎・佐賀・沖縄               |
| 日本以外の国         | 社会状況により危険と判断している地域を除く                     |

支部会員の所在地
＜東京都＞
東京都探偵協会　
東京都台東区元浅草2丁目１１番６号稲荷町
＜埼玉県＞
埼玉県探偵協会
埼玉県〜以下秘匿
＜群馬県＞
群馬県探偵協会
群馬県館林市本町２－２－１４
アドホック館林３F
＜北海道＞
北海道探偵協会　
北海道旭川市住吉４条２丁目５−３
＜全国＞
各府県探偵協会　設置予定、審査、準備中
所有している商標
【商標登録番号】 第5398224号
【商標】 探偵協会
【商品及び役務の区分並びに指定商品又は指定役務】
第35類 探偵の斡旋
第36類 企業の信用に関する調査
第41類 探偵の養成教育，探偵の資格認定
第45類 探偵による調査，個人の身元又は行動に関する調査，探偵による調査に関する情報の提供

## 関連書籍
- 社団法人探偵協会（著）『探偵入門マニュアル』パブリック・ブレイン、2011年5月1日。ISBN 978-4905295037